# オティワロンゴ
オティワロンゴ（Otjiwarongo）はナミビアの町である。オチョソンデュパ州の州都である。

## 交通

### 空港
- オチワロンゴ空港（英語版）

### 鉄道
- トランスナミブ

### 道路
- 国道B1号 (ナミビア)
- 国道C33号（オランダ語版）
- 国道C38号（オランダ語版）

## 出身者
- ハーゲ・ガインゴブ 政治家
- チュウェ・ウアニビ ラグビーユニオン選手